# 迷惑な家族
『迷惑な家族』（めいわくなかぞく）は、TBS系列「ドラマ30」枠にて1992年10月5日〜11月27日に放送された昼ドラマである。中部日本放送（CBC）制作。全40話。

## キャスト
- 中里和 - 浅利香津代
- 中里浩一 - 岡野進一郎
- 小夜子 - 渡辺梓
- 中島陽典
- ガッツ石松
- ウタ - 原知佐子
- 千夏 - 吉見尚子

## スタッフ
- 脚本 - 河本瑞貴、熊谷達文
- 演出 - 佐藤浩二、大池雅光
- 音楽 - 朝本千可（テーマ曲も担当）
- 製作著作 - 中部日本放送

## テーマ曲
- 朝本千可「OSAKA ON MY MIND」

本作では主題歌ではなく上田正樹が歌った曲を朝本のサックスをベースにしたインストゥルメンタルが主題曲として使われている、なお、ドラマ本編では幾度か上田が歌った同曲が流れた。